# اینا گارتن
اینا گارتن (انگلیسی: Ina Garten؛ زادهٔ ۲ فوریهٔ ۱۹۴۸) سرآشپز، و نویسنده اهل ایالات متحده آمریکا است. او از کارکنان سابق اداره مدیریت و بودجه بوده است. او همچنین در مجموعه آشپزی فود نت‌ورک و مجموعه تلویزیونی ۳۰ راک حضور داشته است.